# Nikola Žigić
Nikola Žigić (srbsko Никола Жигић), srbski nogometaš, * 25. september 1980, Bačka Topola, Jugoslavija.
Žigić je bil razglašen za srbskega nogometaša leta leta 2007.